# Eremolepidaceae
Eremolepidaceae é uma família de plantas dicotiledóneas. Segundo Watson & Dallwitz ela é composta por 12 espécies repartidas por 4 géneros:
- Antidaphne
- Eremolepis
- Eubrachion
- Lepidoceras

No sistema APG II (2003) esta família não existe e os géneros são incorporados na família Santalaceae.